# NGC 4234
NGC 4234 (другие обозначения — UGC 7309, MCG 1-31-35, ZWG 41.61, VCC 221, HARO 7, IRAS12146+0357, PGC 39388) — спиральная галактика в созвездии Девы. Открыта Джоном Гершелем в 1828 году.
Галактика не классифицируется как карликовая, но имеет относительно малые размеры и светимость, и сравнима с M 33. Она находится в скоплении Девы, но имеет аномально высокую лучевую скорость, так что измерения расстояния до скопления по ней следует воспринимать с осторожностью. Оптическая толщина диска галактики превышает единицу, в то время как в среднем этот показатель составляет 0,4, и галактику можно считать оптически толстой. Пыль, создающая поглощение, обычно сосредоточена в диске и оптическая толщина должна зависеть от наклона к картинной плоскости, так что, с учётом небольшого наклона диска NGC 4234 к картинной плоскости, такая оптическая толщина — необычное явление.
Этот объект входит в число перечисленных в оригинальной редакции «Нового общего каталога».
Галактика NGC 4234 входит в состав группы галактик NGC 4261. Помимо NGC 4234 в группу также входят ещё 31 галактика.